# Vương quốc Iberia (cổ đại)
Trong địa lý học Hy Lạp-La Mã, Iberia (tiếng Hy Lạp cổ: Ἰβηρία Iberia; tiếng Latinh: Hiberia) là ngoại danh để chỉ Vương quốc Kartli ở Gruzia (tiếng Gruzia: ქართლი), là một chế độ quân chủ nổi bật ở vùng Kavkaz trong thời cổ đại Hy-La và sơ kỳ Trung cổ, trải qua nhiều thời kỳ từ một vương quốc độc lập đến một chư hầu, phiên quốc của các đế chế hùng mạnh, đặc biệt là Đế quốc Sasan và Đế quốc La Mã. Iberia ngày nay ở vào miền đông nước Gruzia, giáp với Colchis ở phía tây, Albania Kavkaz ở phía đông và Armenia ở phía nam.
Vào thế kỷ 4, Kitô giáo thu phục Iberia dưới triều Vua Mirian III và trở thành quốc giáo của vương quốc. Từ đầu thế kỷ 6 trở đi, Iberia bị Sasan (Ba Tư) cai trị trực tiếp thay vì cho làm nước chư hầu như trước đó. Năm 580, vua Hormizd IV (578-590) của Sasan cho xóa bỏ quân chủ ở Iberia sau khi vua Bakur III của Iberia băng hà, từ đó Iberia bị thôn tính thành một tỉnh Ba Tư, đặt dưới quyền một vị marzpan (thống đốc).
Suốt thời kỳ lịch sử, Iberia đã từng là chư hầu của Vương quốc Seleukos (302–159 TCN), Cộng hòa La Mã (65–63 TCN, 36–32 TCN), Đế quốc La Mã (1–117), Đế quốc Đông La Mã (298–363), quốc gia triều cống cho Đế quốc Sasan (252–272), chư hầu của Sasan (363–482, 502–523) và cuối cùng là trực thuộc Sasan (523–580).
Thuật ngữ"Iberia Kavkaz"được dùng để phân biệt Iberia này với bán đảo Iberia ở Nam Âu.